# Shiryōkaku

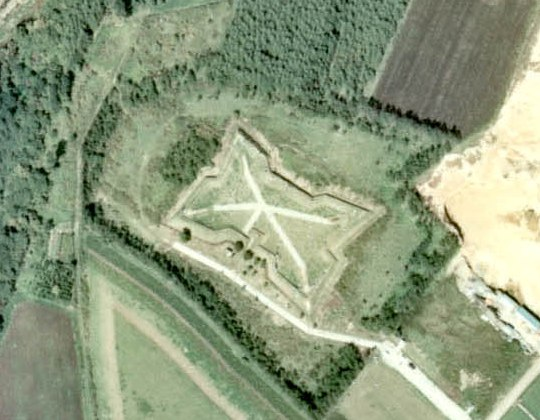
Photographie aérienne de Shiryōkaku ministère du Territoire, des Infrastructures, des Transports et du Tourisme du Japon.

Le Shiryōkaku (四稜郭) est un fort situé dans la ville de Hakodate dans le sud de Hokkaidō au Japon. Il a été construit en avril 1869, durant la bataille de Hakodate, à 3 km au nord-est de Goryōkaku par deux cents soldats de l'ancien shogunat Tokugawa et cent villageois sur place, probablement sous la direction de Ōtori Keisuke. Goryōkaku est un fort en étoile avec cinq bastions triangulaires ; Shiryōkaku, qui en a quatre à la place, est parfois appelé le « fort papillon » par opposition au « fort en étoile ».
Le fort couvre une superficie de 21 500 m2. Il s'étend environ sur une centaine de mètres d'est en ouest et 70 m du nord au sud, les travaux de terrassement s'élèvent à une hauteur de 3 m pour une largeur de 5,4 m ; ils sont entourés d'un fossé asséché d'une profondeur de 0,9 m pour 2,7 m de large, l'entrée est au sud-ouest.
Le Shiryōkaku tombe aux mains des forces gouvernementales en quelques heures le 11 mai 1869.
En 1934, la zone est désignée « site historique du Japon ». Des travaux de restauration sont effectués de 1970 à 1972 et à nouveau en 1990.